# 臭角

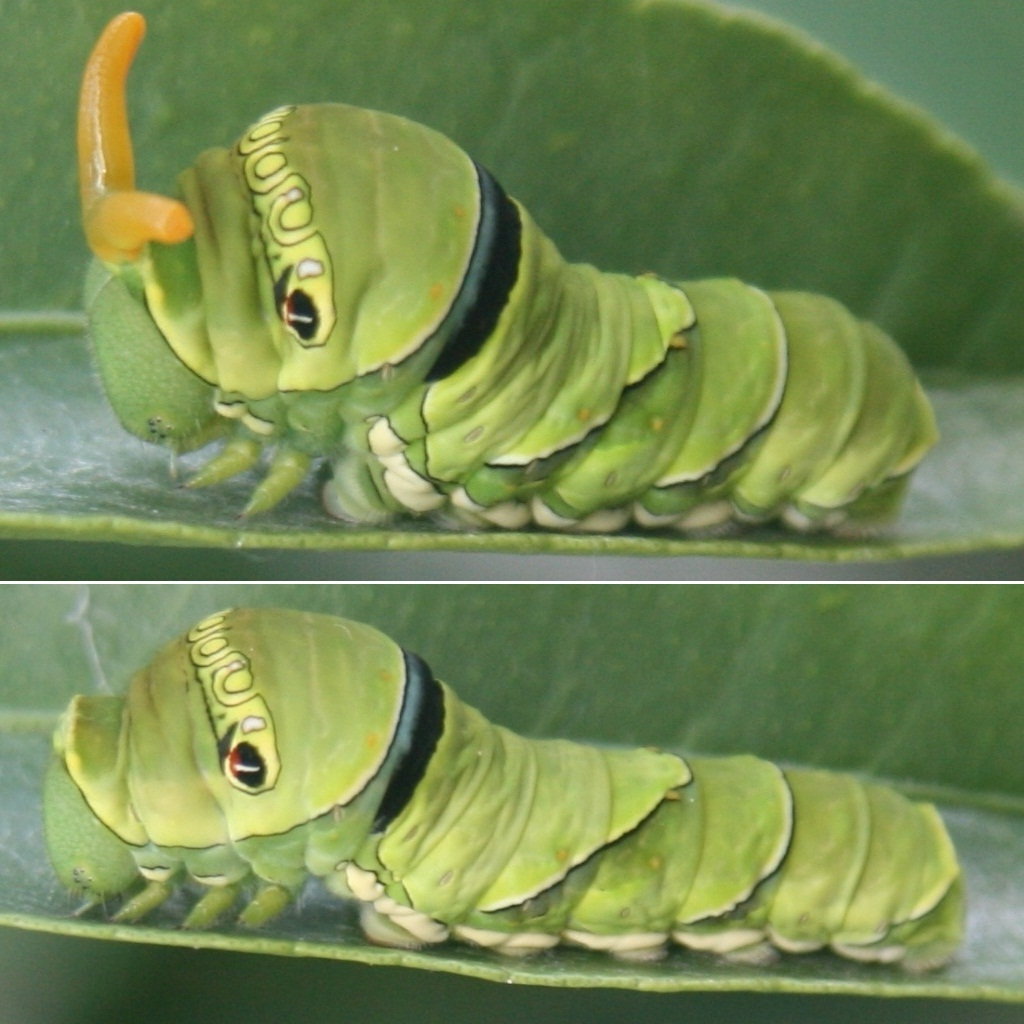
ナミアゲハの幼虫の臭角（上：突出状態、下：内蔵状態）

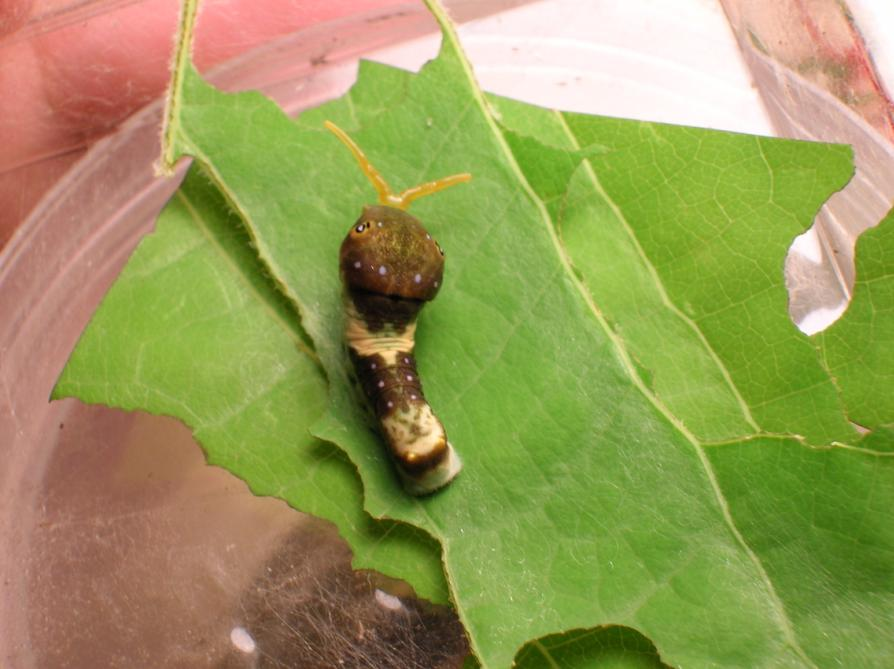
臭角を見せる虫齢2～3のトラフアゲハ

臭角（しゅうかく）とはアゲハチョウ科のチョウの幼虫が持っている異臭を放つ角のような外分泌器官である。
種類によって色は異なるが、通常黄色から赤紫色を呈する。臭角は通常は皮膚の下に内蔵されているが、物理的刺激などを受け取ると頭部と前胸部の節間からこれを反転突出させ、威嚇するような行動を取る。内部は体液で満たされており、それの圧力増減によって臭角を出し入れすることができる。
幼虫が敵から身を守るためのものと考えられており、分泌物には外敵に対して毒性や忌避作用を持つ成分が含まれる。分泌物の化学組成は属・種によって異なり、50種以上のモノテルペン、セスキテルペン、短鎖脂肪酸およびそのエステル類からなる。